# Wolfram Wuttke
Wolfram Wuttke (Castrop-Rauxel, 17 de novembro de 1961 — Lünen, 1 de março de 2015) foi um futebolista alemão que atuou como meia. 
Defendeu o Schalke 04, Borussia Mönchengladbach, Hamburgo, Kaiserslautern, Espanyol e Saarbrücken.
Pela Seleção Alemã-Ocidental participou da Eurocopa de 1988 e Jogos Olímpicos de Seul 1988. 